# Christian M Broberg

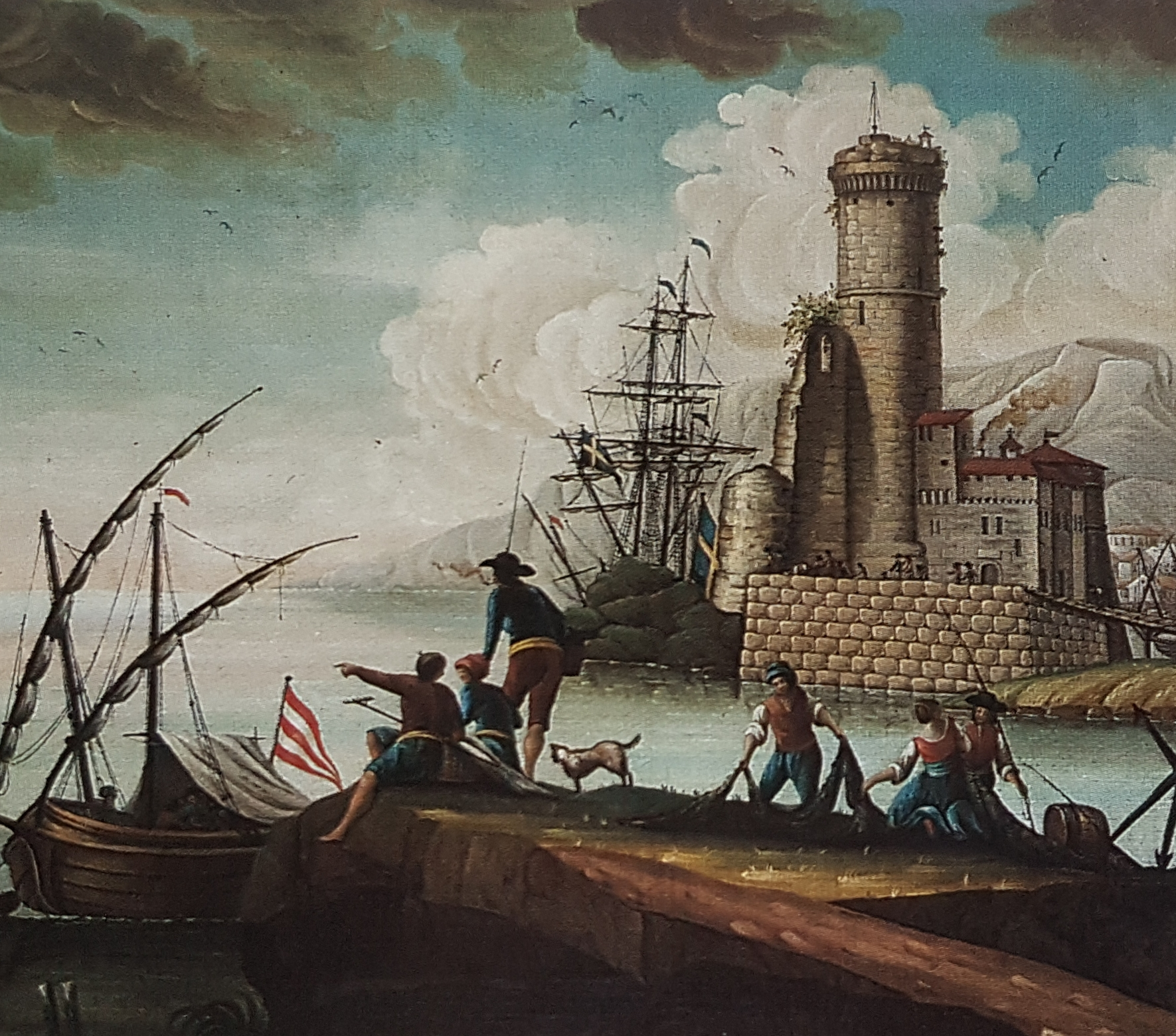
Hamnbild målad av Christian M Broberg

Christian M Broberg var en svensk målare verksam under 1700-talets slut.
Det finns få bevarade uppgifter om Broberg, men man vet att han var verksam i Uddevalla vid 1700-talets slut. Han blev mästare vid Göteborgs Målareämbete 1789 med mästarstycket L'amour asiatique. Han är en av de sista målarna målarna som anslöts till skrået innan Göteborgs målarskrå upplöstes.    